# Pachyta quadrimaculata
Pachyta quadrimaculata là một loài bọ cánh cứng thuộc phân họ Lepturinae, trong họ Cerambycidae. Loài này phân bố ở Áo, Bulgaria, Croatia, Cộng hòa Séc, Estonia, Phần Lan, Pháp, Đức, Hungary, Ý, Mông Cổ, Ba Lan, România, Nga, Serbia, Slovakia, Slovenia, Tây Ban Nha, và Thụy Sĩ. Adult beetle is 11 to 20 mm long.

## Subtaxons
There are five varietets in species:
- Pachyta quadrimaculata var. basinotata Roubal, 1937
- Pachyta quadrimaculata var. bimaculata Schönherr, 1817
- Pachyta quadrimaculata var. hubenthali Jänner, 1918-1919
- Pachyta quadrimaculata var. mulsanti Pic, 1945
- Pachyta quadrimaculata var. sexmaculata Heyrovsky, 1934

## Hình ảnh

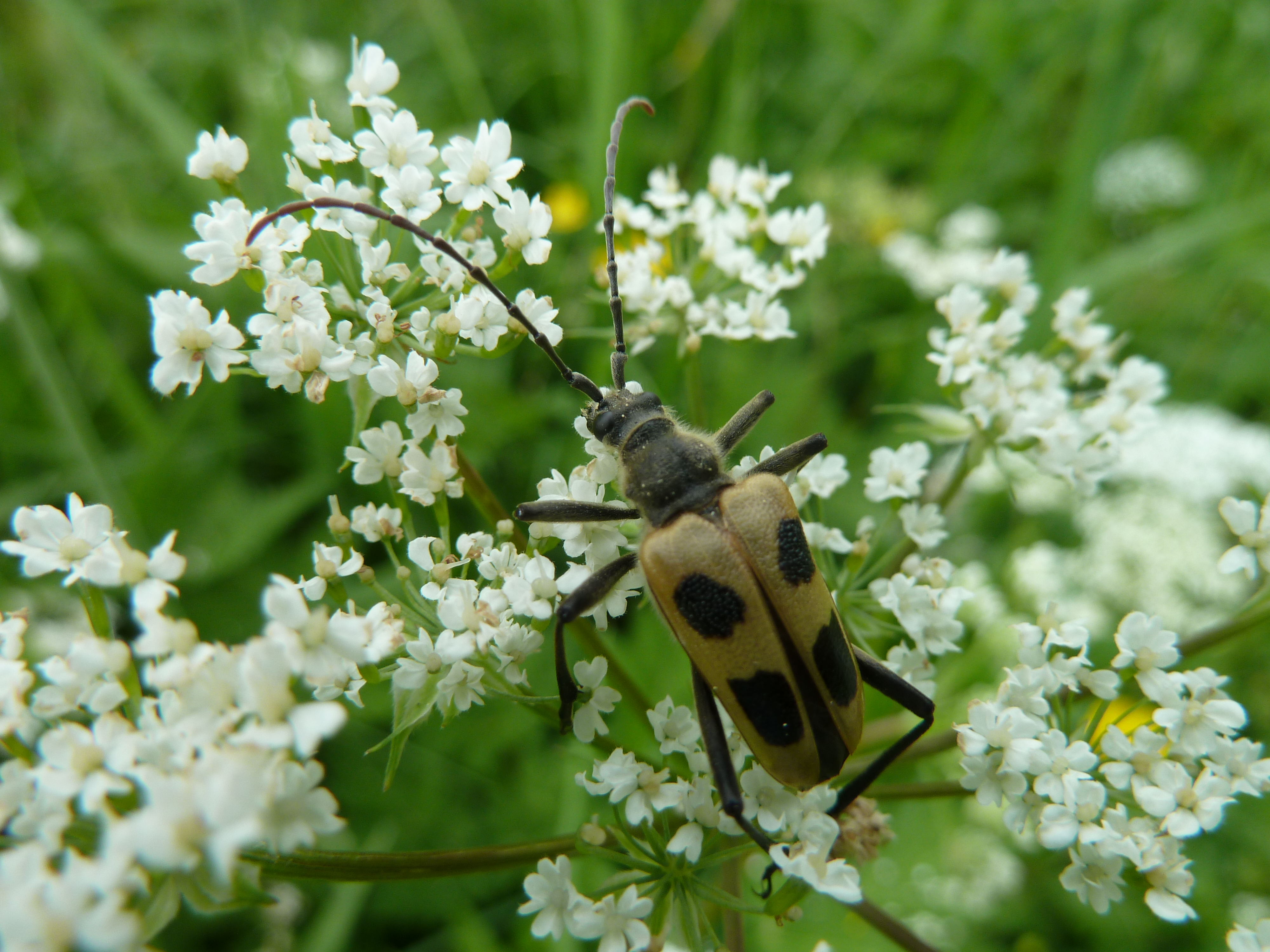
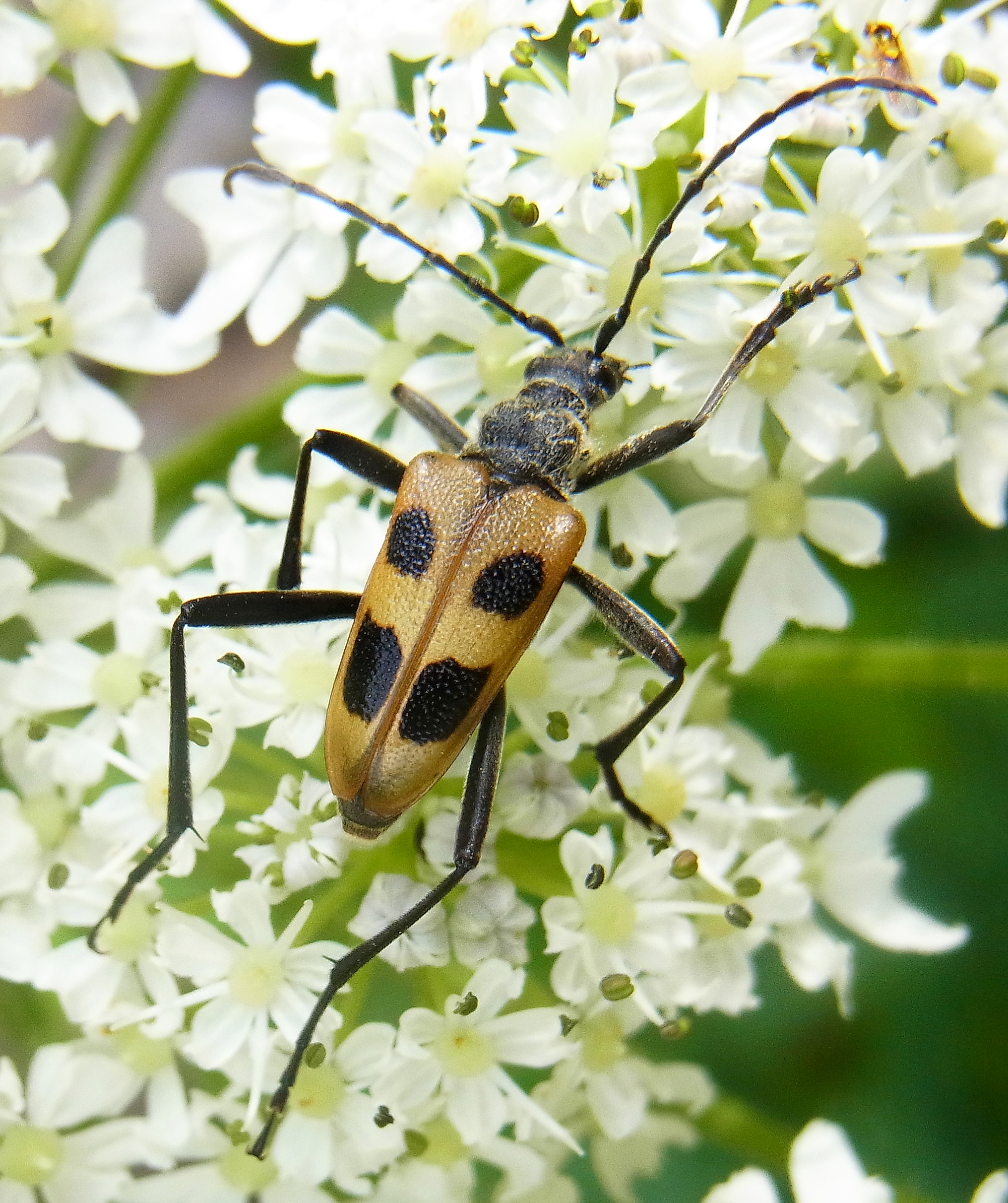
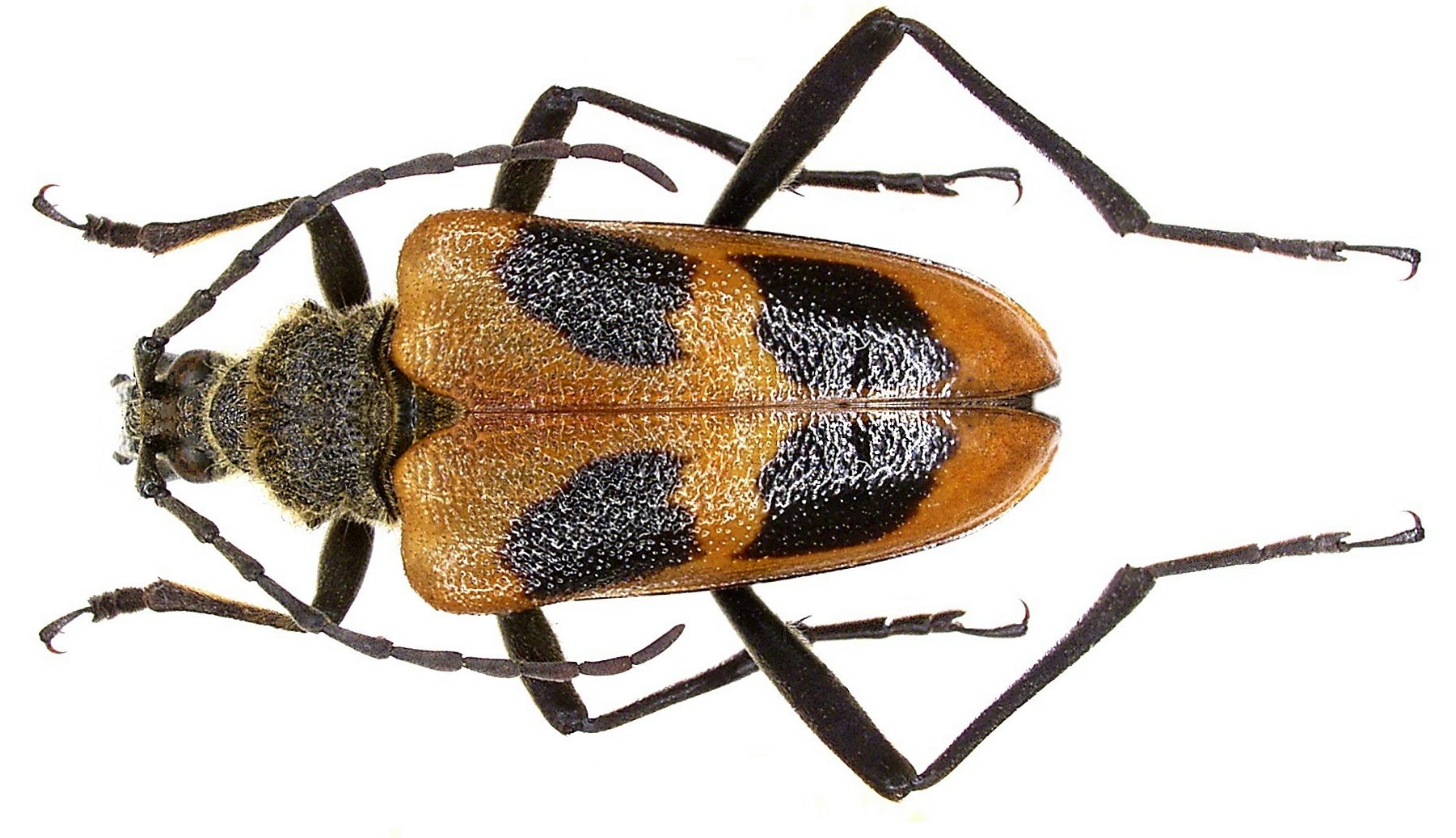
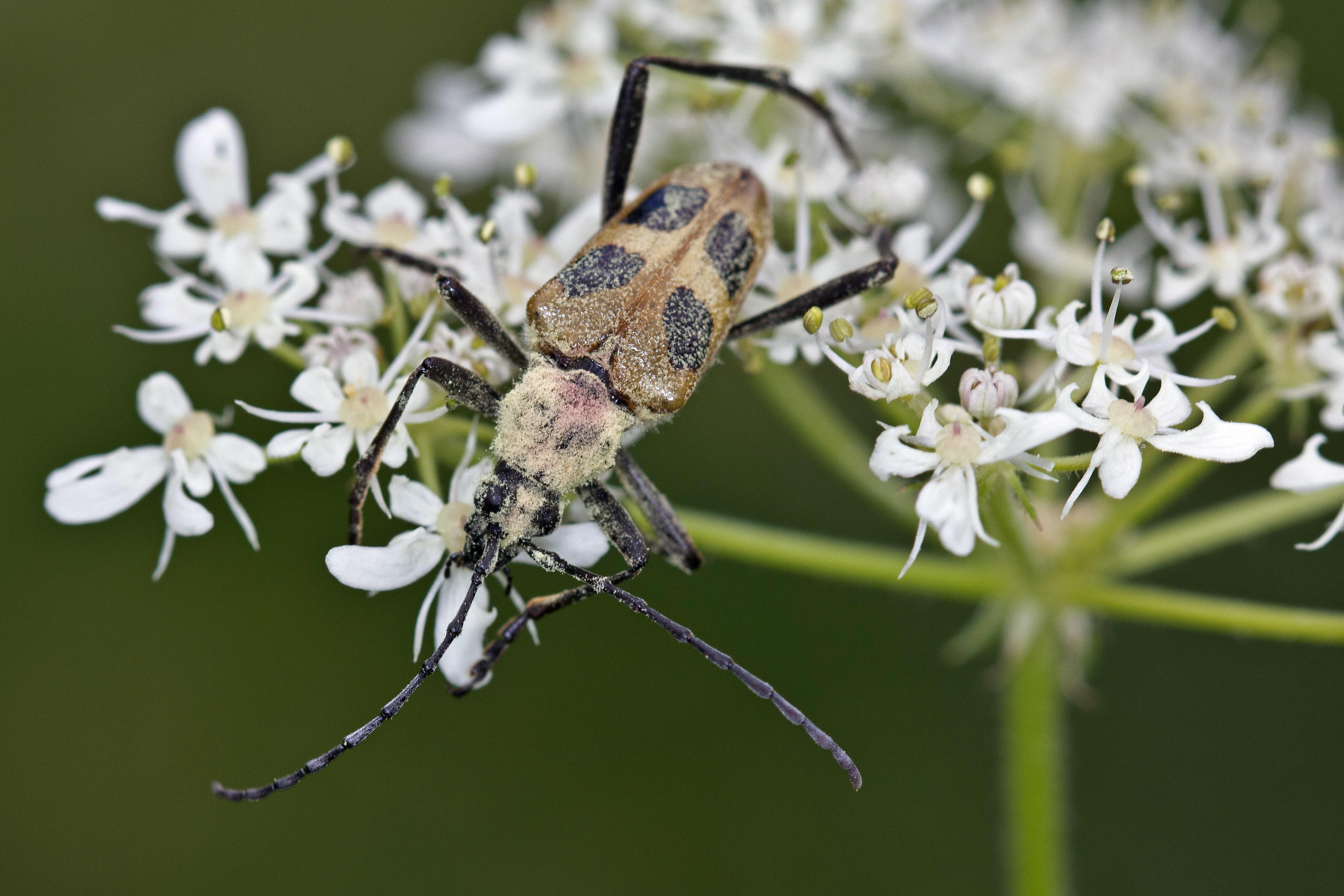